# Музей национальной археологии
Музей национальных древностей (фр. Musée des antiquités nationales), переименованный в 2005 году в Музей национальной археологии (Musée d’archéologie nationale), — главный археологический музей Франции. Находится в королевском Сен-Жерменском дворце в пригороде Сен-Жермен-ан-Ле в 19 км к западу от Парижа. 

## История и описание
Указ о создании музея галльской и галло-романской археологии был подписан Наполеоном III 8 марта 1862 года. Сен-Жерменский дворец, выбранный для размещения в нём музея, был отреставрирован специально для этой цели Эженом Милле, учеником основоположника научной реставрации Виолле-ле-Дюка. Первые 7 экспозиционных залов были открыты для публики открылись публике 12 мая 1867 года — специально к Всемирной выставке, проходившей в Париже. Создателем и первым директором музея стал археолог Александр Бертран, который продолжал руководить им на протяжении 35 лет.
В дальнейшем, многие археологи внесли свой вклад в обогащение коллекции музея, который со временем превратился в уникальное хранилище национальных древностей.
В год музей посещают 66 тыс. человек (данные 2005 года).